# Mstislav II. Kijevski
Mstislav II. Izjaslavič (ukrajinsko Мстислав Ізяславич, Mstislav Izjaslavič, rusko Мстислав Изяславич, Mstislav Izjaslavič) je bil knez Perejaslava in Volodimirja in v letih 1158-1159, 1167–1169 in 1170 veliki knez Kijeva, * ok. 1125, † 19. avgust 1170.

## Življenje
Bil je sin velikega kneza Izjaslava II. Kijevskega in se skupaj z očetom udeležil vojn proti Juriju Dolgorokemu in černigovskim knezom. Po začetni zmagi proti Kumanom leta 1153 so ga Kumani porazili ob reki Pisol. Jurij Dolgoroki ga je leta 1155 prisilil na beg na Poljsko, vendar se je naslednje leto vrnil z novo vojsko in v Volodimirju porazil Jurija Dolgorokega. Dolgoroki je leta 1157 umrl in Mstislav se je v Volodimirju kronal za velikega kijevskega kneza.
Leta 1169 je Kijev opustošil Andrej Bogoljubski in odstavil Mstislava s položaja velikega kneza. Mstislav je bil izgnan v Bizanc in bil med vladanjem Manuela I. Komnena nagrajen z zkrožjem Ockalana.
Umrl je leta 1172.

## Družina
Leta  1151 se je poročil z Agnezo, hčerko vojvode Boleslava III. Poljskega, s katero je imel tri sinove:
- Romana, kneza Novgoroda (ok. 1152-1205),
- Svjatoslava, kneza Bresta in
- Vsevoloda, kneza Beltza in Volodimirja (umrl 1196).